# Helicocercus triguttatus
Helicocercus triguttatus är en insektsart som först beskrevs av Brunner von Wattenwyl 1895.  Helicocercus triguttatus ingår i släktet Helicocercus och familjen vårtbitare. Inga underarter finns listade i Catalogue of Life.